# Chris Barnard
Christiaan Johan Barnard (Nelspruit (Transvaal, 15 juli 1939 – Kaapstad, 28 december 2015), was een Zuid-Afrikaans schrijver.
Barnard studeerde aan de Universiteit van Pretoria en verbleef na zijn studie enige tijd in Europa. Hij schreef korte verhalen, toneelwerken, hoorspelen en romans, was voorts regisseur van televisieproducties en winnaar van diverse literaire prijzen.

## Werk
Zijn debuut is de novelle Bekende onrus (1961), waarna het jeugdboek Boela van die blouwater (1962) direct volgde. Tussen zijn debuut en de bundel Dwaal (1964) publiceerde hij twee werken die handelen over de kleurproblematiek.
In 1964 zijn vijf novellen verschenen in de bundel Dwaal, waarin de invloed van het existentialisme van Sartre, het absurdistische van Beckett en de stijl van de 'nouveau roman' bij Robbe-Grillet zichtbaar zijn. Zijn eerste toneelwerk is Pa maak vir my 'n vlieër pa (1964). Met de bundel Dwaal plaatst Barnard zichzelf binnen de traditie van de 'Sestigers', waartoe onder anderen Nienaber, Rabie, Van Niekerk, Brink en Leroux behoren. Duiwel-in-die-bos (1968) is een bundel verhalen die tot de beste korteverhaalbundels van het Afrikaans behoort. De roman Mahala (1971) heeft als thema angst, die zowel in de reële als de belevingswereld van de personages een rol speelt. In de jaren zeventig en tachtig schreef Barnard hoofdzakelijk toneelstukken en televisiedrama's, zoals Nagspel (1982) en Piet-my-vrou (1982). Zijn tweede roman is Moerland (1992). In Moerland gebruikt Barnard de recentere gebeurtenissen in Afrika en het eigentijdse en toekomstige Zuid-Afrika als bouwstof voor zijn roman. Centraal staat het leven van een zwarte Afrikaanssprekende vluchteling uit Angola, die in Zuid-Afrika op zoek gaat naar betere omstandigheden. In 1998 verschijnt het draaiboek van de film Paljas & Die storie van Klara Viljee dat Barnard samen met Katinka Heyns heeft geschreven. Beeltenis verbode (1998), en de roman Boendoe (1999), Ook skaduwees laat spore na (2000) zijn recente werken van Barnard.
- Bibliothèque nationale de France: cb12380811g (data)
- Gemeinsame Normdatei: 119112426
- International Standard Name Identifier: 0000 0000 8153 7379
- Library of Congress Control Number: n50017434
- Système universitaire de documentation: 079496539
- Virtual International Authority File: 73922674
- WorldCat: E39PCjMfJryWHfTwpy6h9C8BRq